# STPR Records
STPR Records（エスティーピーアール・レコーズ）はSTPRが運営する自主レーベル。

## 概要
2018年にすとぷりのプライベートレーベルとして発足。レーベル名「STPR」は設立者であるななもり。がすとぷりのアルファベット表記での頭文字をとって名付けた。商品の規格品番にはレーベル名と同じSTPRが記載されている。

## 沿革
- 2018年、レーベル発足。同年7月4日、レーベル発足後初となる作品、ななもり。初のソロアルバム「りめんばー」を発売[1]。

## アーティスト
- すとぷり[2]
  - ななもり。[3]
  - さとみ[4]
  - るぅと[5]
  - ころん[6]
  - 莉犬[7]
  - ジェル[8]
- 騎士X - Knight X -[9][注釈 1]
  - しゆん[10]
  - ばぁう[11]
  - てるとくん[12]
- AMPTAKxCOLORS[13]
  - あっと[14]
- めておら-Meteorites-[15]
- すにすて -SneakerStep-[16]
- STPR Creators[17]
- そうま[18]
- もりうさ[19]

P丸様。に関しては、STPR RecordsからCDの発売をしていたが、公式サイトへの掲載は無かった。その後、P丸様。はSTPR Recordsを離れ、エイベックス・ミュージック・クリエイティヴのレーベルであるavex traxからの発売となっている。